# لوسي بيل
لوسي بيل (بالإنجليزية: Lucy Bell)‏ هي ممثلة بريطانية وأسترالية، ولدت في 23 ديسمبر 1968 بإنجلترا في المملكة المتحدة.

## أعمال

### أفلام
- (1997) أوسكار ولوسيندا[3][4]

## وصلات خارجية
- لوسي بيل على موقع IMDb (الإنجليزية)
- لوسي بيل على موقع أول موفي (الإنجليزية)
- لوسي بيل على موقع قاعدة بيانات الفيلم (الإنجليزية)
- لوسي بيل على موقع كينوبويسك (الروسية)